# Pouzols-Minervois
Pouzols-Minervois är en kommun i departementet Aude i regionen Occitanien  i södra Frankrike. Kommunen ligger  i kantonen Ginestas som ligger i arrondissementet Narbonne. År 2022 hade Pouzols-Minervois 597 invånare.

## Befolkningsutveckling
Antalet invånare i kommunen Pouzols-Minervois
Referens: INSEE

## Galleri

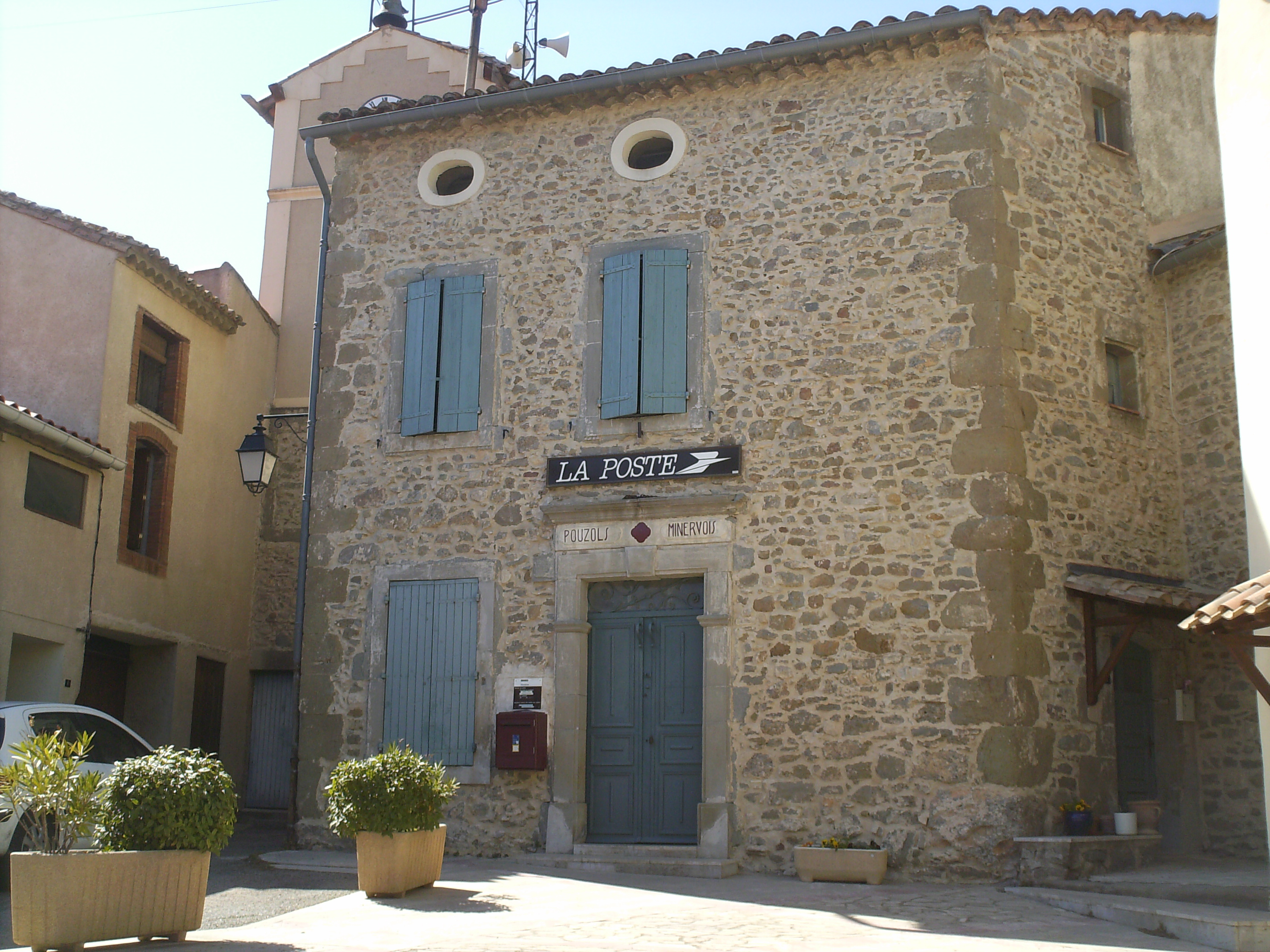
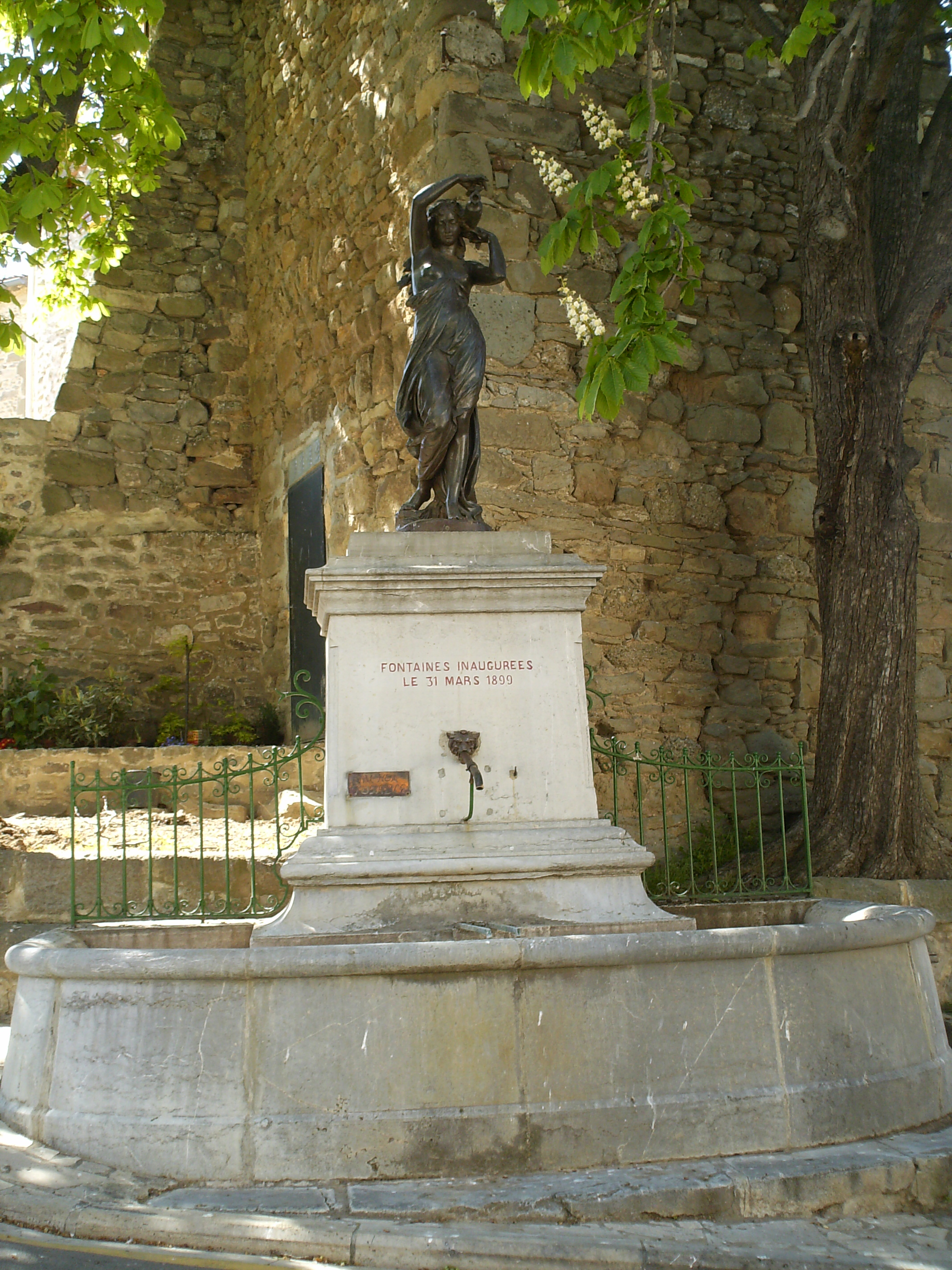
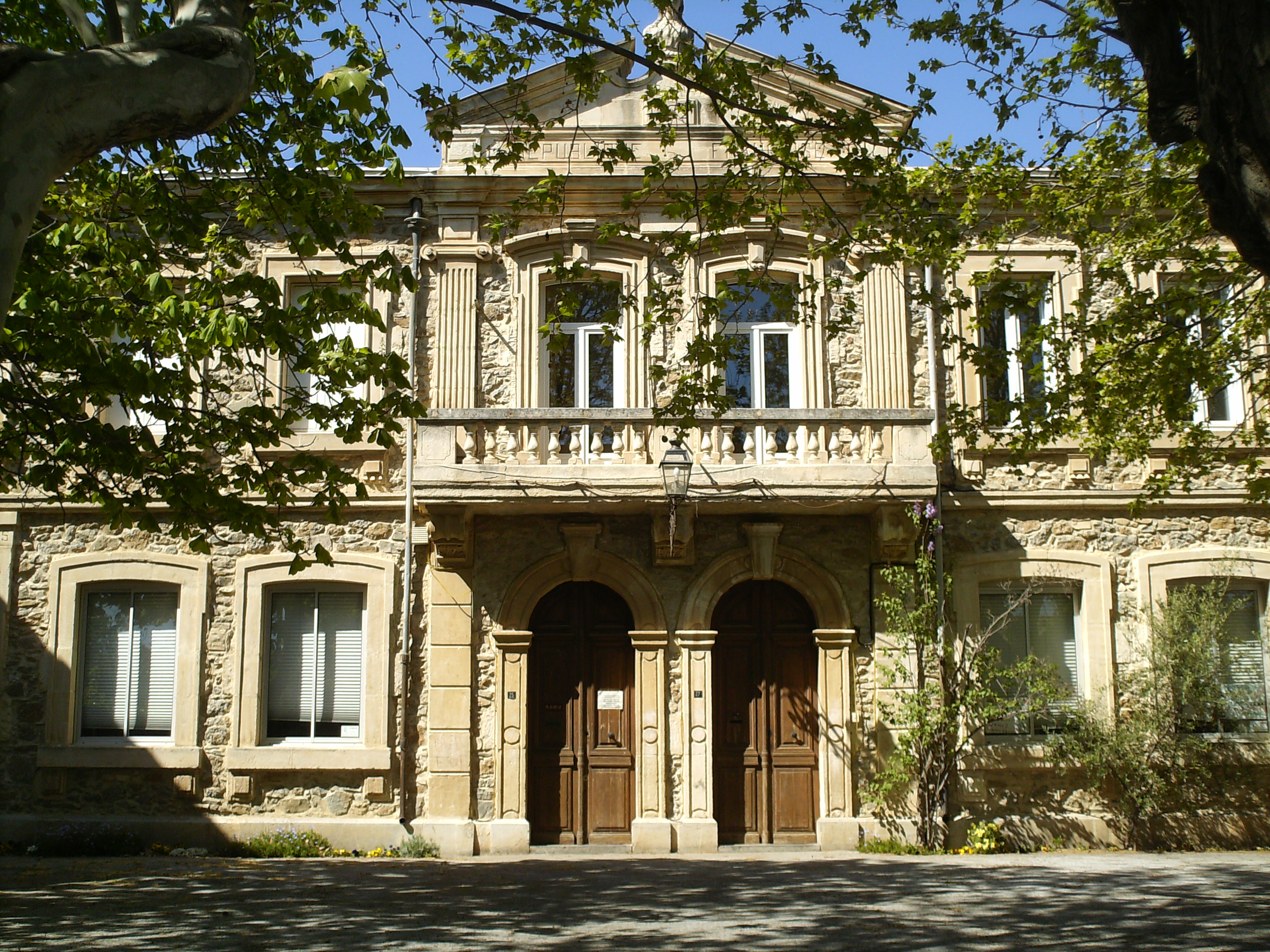